# グナイゼナウ (戦艦)
|          | |
| 艦歴     | |
| 発注     | 1934年1月25日 |
| 起工     | 1935年5月6日 |
| 進水     | 1936年12月8日 |
| 就役     | 1938年5月21日 |
| その後   | 1945年3月23日閉塞船として自沈 |
| 性能諸元 | |
| 排水量   | 基準：31,850t 常備：35,928t 満載：38,900t |
| 全長     | 234.9m |
| 水線長   | 226m |
| 全幅     | 30m |
| 吃水     | 9.1m（31,850トン） 9.95m（35,928トン） |
| 機関     | ワグナー式重油専焼高圧缶12基 ブラウン・ボベリー式オールギヤードタービン3基3軸推進 163,400hp（安定時出力：125,000hp） |
| 最大速力 | 31.65ノット （安定時速力：28ノット） |
| 航続距離 | 17ノット/10,000海里、 19ノット/8,800海里、 31.5ノット/3,000海里 |
| 乗員     | 1,908名 |
| 兵装     | 28.3cm（54.5口径）3連装砲3基 15cm(55口径)連装砲4基 15cm(55口径)単装砲4基 10.5cm（65口径）連装砲7基 37mm（83口径）連装高射機関砲8基 20mm（65口径）連装高射機関砲5基 |
| 装甲     | 舷側：350mm（水線より上部）、170mm（水線より下部）、45mm（第1～第2甲板舷側） 甲板：95mm（主甲板）、95mm（第2甲板）、50mm（第1甲板）、105mm（水線下傾斜部） 主砲塔： 360mm（前盾）、200mm（側盾）、180mm（後盾）、180mm（天蓋） 副砲塔： 250mm（前盾）、50mm（側盾）、50mm（後盾）、50mm（天蓋） バーベット部：280mm 司令塔：300mm（側盾）、200mm（天蓋）、350mm（覗き窓枠）、220mm（扉） |
| 艦載機   | 水上3機、射出機2基 |

グナイゼナウ (Gneisenau, DKM Gneisenau) は、第一次世界大戦後にドイツ海軍が建造した戦艦。シャルンホルスト級戦艦の2番艦。艦名は、プロイセン陸軍軍人であり参謀本部の創設に尽力したアウグスト・フォン・グナイゼナウに由来する。

## 艦歴

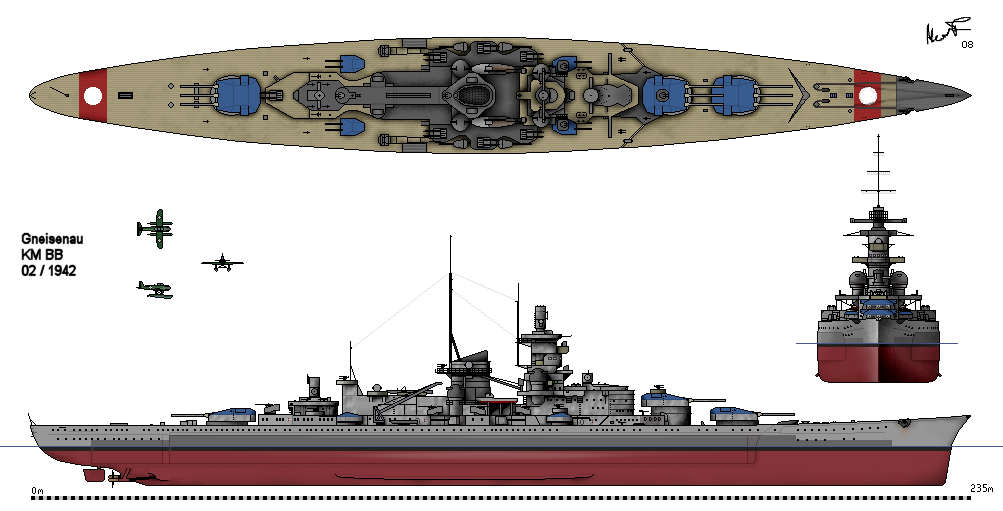
「グナイゼナウ」の三面図

1934年12月8日にキールでドイチェヴェルケ社にて起工後、一時建造中止。1935年5月6日に建造再開、1936年12月8日に進水、1938年5月21日に竣工した。
開戦時は艦隊の指令長官ヘルマン・ベーム（ドイツ語版）大将の旗艦を務める。
1939年10月8日、ベーム提督の旗艦として軽巡洋艦ケルン、駆逐艦九隻と共に出撃するも英本国艦隊出撃を知り帰還。
1939年11月21日、シャルンホルスト、軽巡洋艦ケルン、ライプツィヒなどと共にヴィルヘルムスハーフェンを出撃。23日にフェロー諸島沖海戦に参加。ベーム提督の後任ヴィルヘルム・マルシャル大将の旗艦として英武装商船ラワルピンディをシャルンホルストと協力して撃沈。
1940年2月18~20日、ヴィルヘルム・マルシャル大将の旗艦としてシャルンホルスト、重巡洋艦アドミラル・ヒッパー、駆逐艦二隻を率いて船団攻撃である「ノルトマルク作戦」でノルウェー沖へ出撃するも戦果は無かった。
1940年4月9日に「シャルンホルスト」と共に支援部隊としてナルヴィク沖海戦に参加、6月8日にはノルウェー沖海戦にも参加し、イギリス空母「グローリアス」、駆逐艦アカスタ、アーデントをシャルンホルストと協同して撃沈。
6月20日、イギリス潜水艦クライドにトロンハイム沖で雷撃され損傷した。修理完了後、12月28日にシャルンホルストとグナイゼナウは通商破壊作戦に出撃したが、悪天候のため引き返さざるを得なくなった。
1941年1月よりマルシャル提督の後任となったギュンター・リュッチェンス大将の旗艦としてシャルンホルストと共に2隻で通商破壊作戦（ベルリン作戦）に従事。2月8日、両艦はHX106船団を発見したが、直衛中の戦艦ラミリーズの姿を見て襲撃を断念した。3月8日、両艦はSL67船団を発見したが、戦艦マレーヤが護衛についていたために退避した。これらの戦艦はシャルンホルストとグナイゼナウよりも劣速だが、その巨砲は敵の接近を阻むのに充分で、イギリス側の無数の無言の勝利に貢献した。

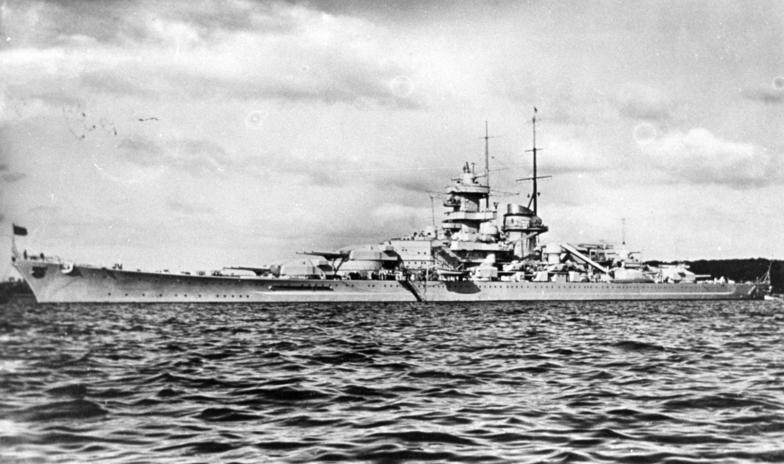
「グナイゼナウ」（1939年）

4月6日、ブレストでイギリスのボーフォート雷撃機の雷撃を受け魚雷1本が右舷後部に命中し、大きな損害を受けた。4月10日、爆撃を受けて複数の爆弾が命中し、約50名の死者を出した。
1942年2月11日にツェルベルス作戦に「シャルンホルスト」、「プリンツ・オイゲン」と共に参加。小破したためキール軍港で乾ドックに入渠し、修理に入る。同年2月26日に連合軍機の爆撃を受け軍港内で被爆、火災が艦首の弾火薬庫を爆発させたため大破。ただし艦体部分の損傷は軽微で機関は無事だったので、自力航行能力は失われなかった。その後、4月4日までに完全に外洋航行可能な状態にまで修理されると、主砲塔を連装38cm砲に換装することになりポーランドのゴーテンハーフェンへ移動するが、1943年にバレンツ海海戦の敗報を受けたヒトラーの大型艦廃棄命令によって工事は中止、廃艦が決定する。搭載砲は陸に揚げられ要塞砲・海岸砲に転用された。3つの3連装主砲塔のうち、第1砲塔は単装砲に分割されてオランダに設置され、第2・第3砲塔は3連装砲塔のままノルウェーの要塞に設置された。
1945年3月28日ゴーテンハーフェンの閉塞船として曳航され、自沈。1947年に浮揚後、解体され、スクラップとして処分される。
上述、廃艦時に要塞砲に転用されたうちの第3砲塔（Orlandet要塞、現在は整備され旧要塞地は記念公園となっている）や、副砲塔が砲身とともに現存している。

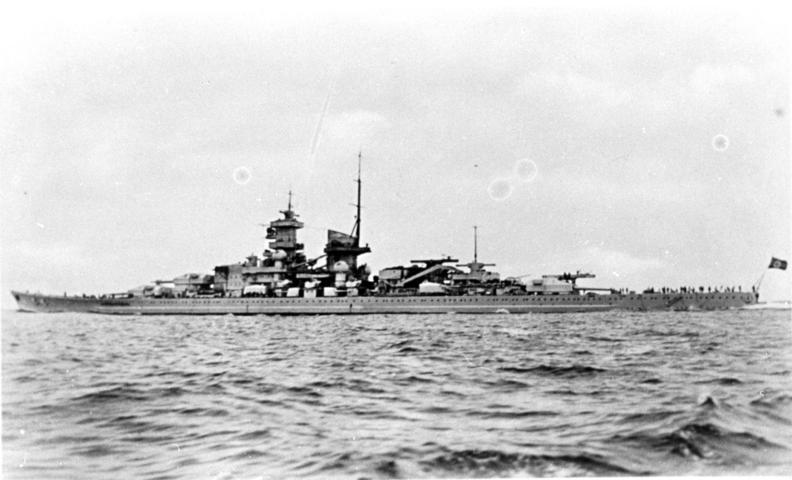
「グナイゼナウ」
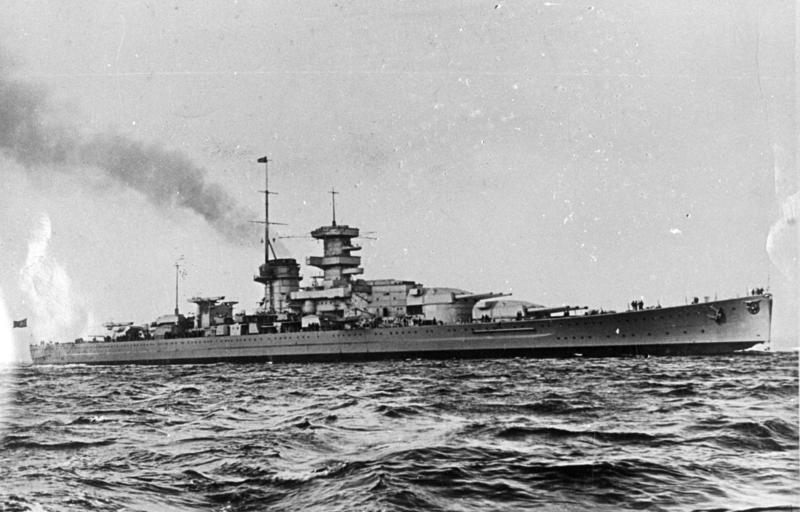
「グナイゼナウ」
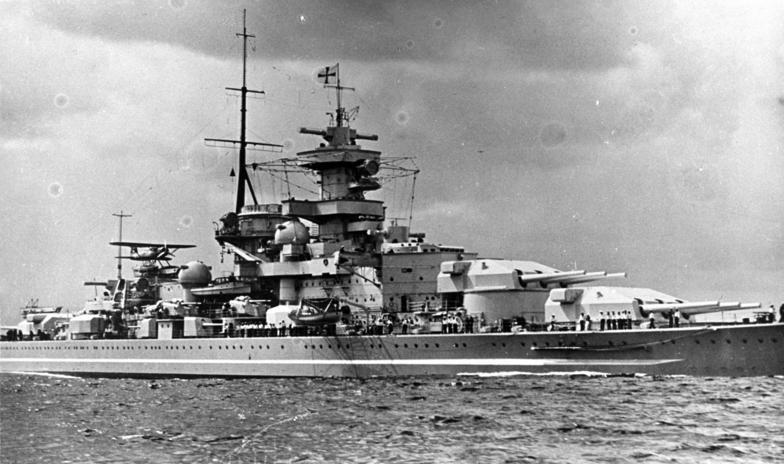
「グナイゼナウ」
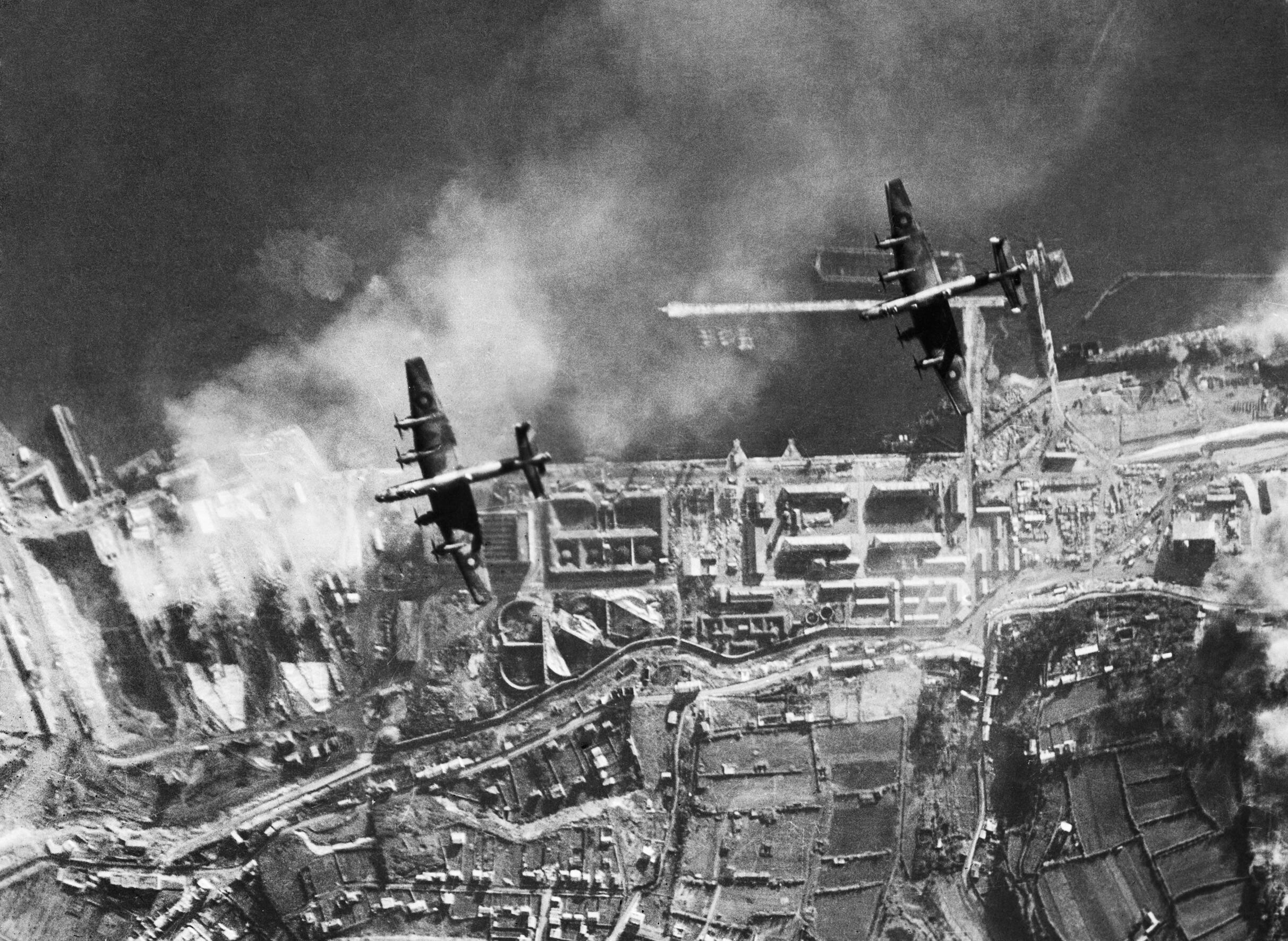
1941年、ブレスト軍港でイギリス空軍の空襲を受ける「シャルンホルスト」と「グナイゼナウ」
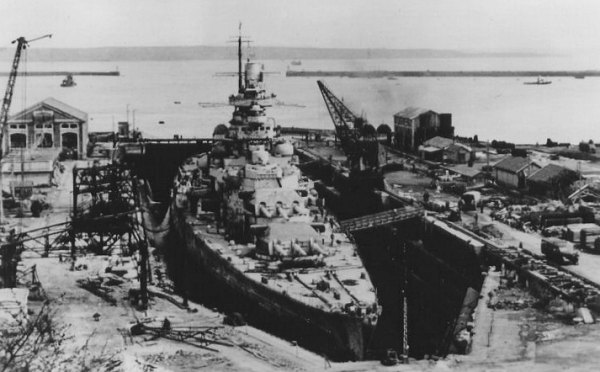
ブレストで入渠中の「グナイゼナウ」
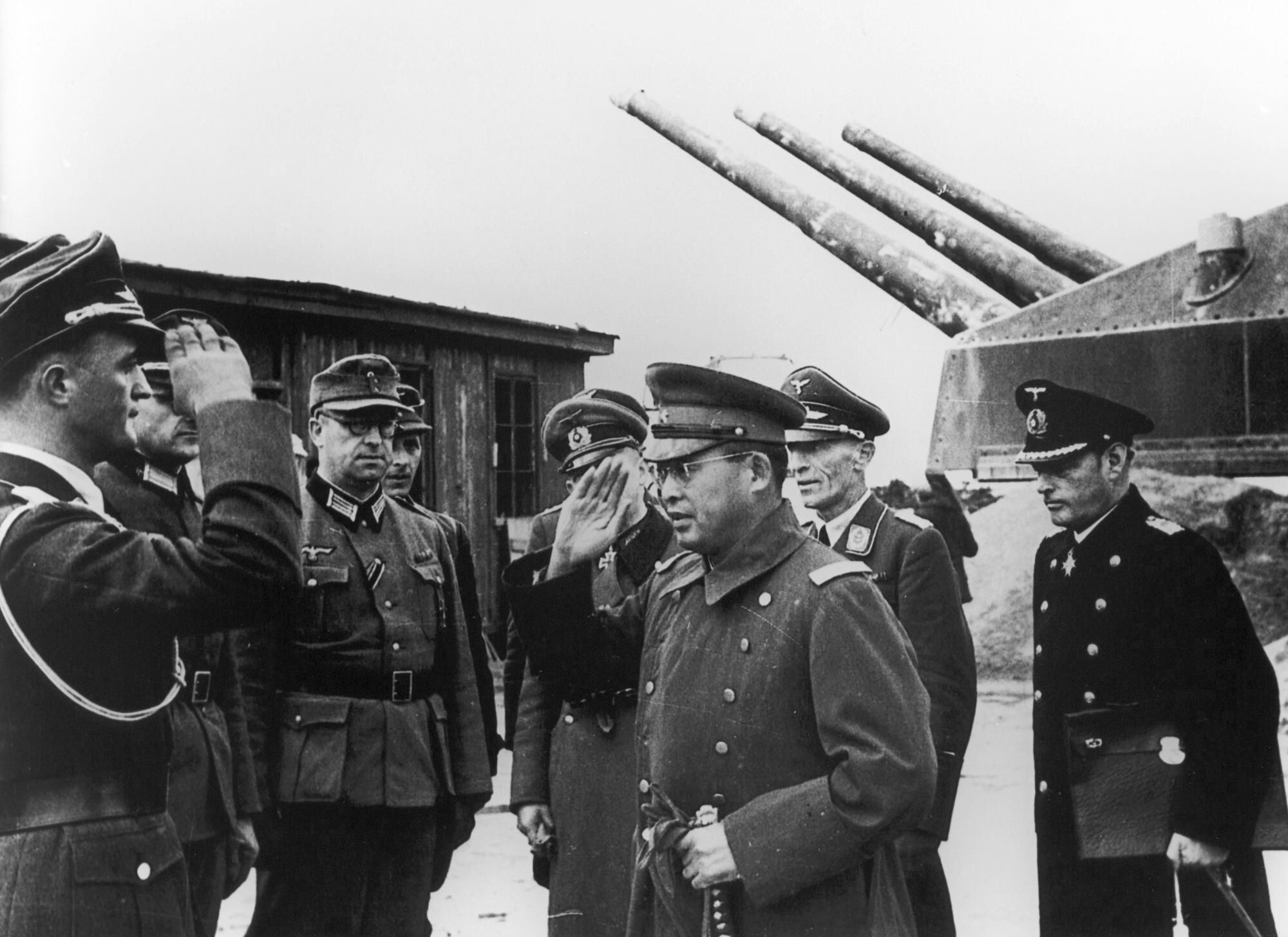
第21ノルウェー軍のFjell要塞に備え付けられた「グナイゼナウ」第2砲塔。1942年12月、同要塞を日本陸軍の小野寺信大佐（スウェーデン公使館付武官）が視察訪問した際の写真
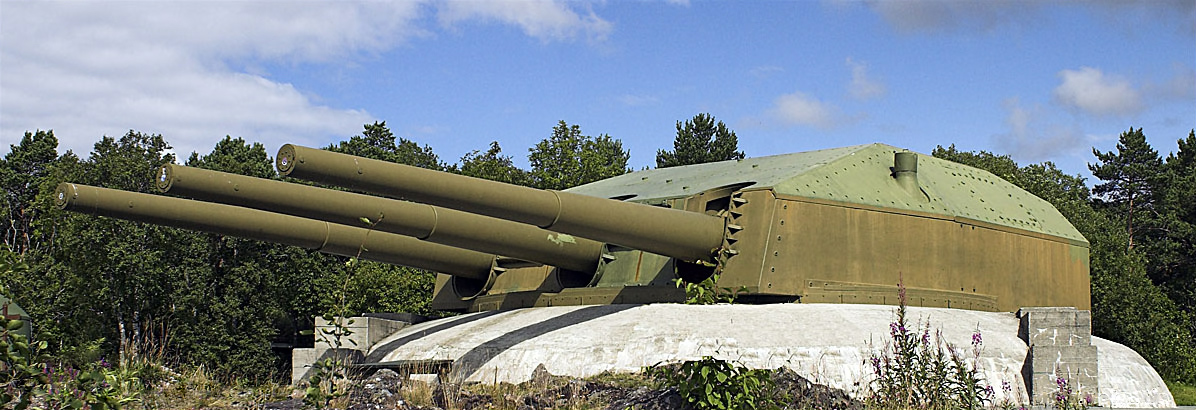
旧Orlandet要塞の「グナイゼナウ」第3砲塔。
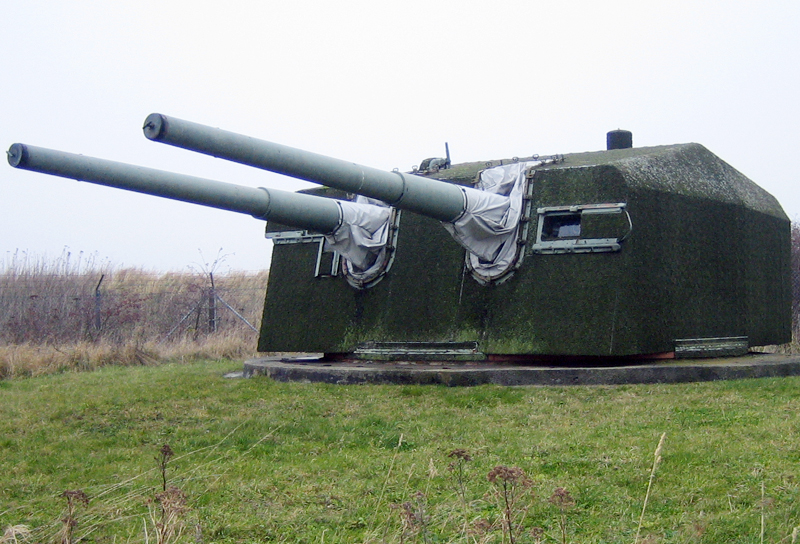
デンマークに残る「グナイゼナウ」副砲塔（15cm連装砲）

## 艦長
- エーリヒ・フェルステ (Erich Förste) - 1938年5月21日から1939年11月25日
- ハラルト・ネツバント(Harald Netzbandt) - 1939年11月26日から1940年8月
- オットー・ファイン(Otto Fein) - 1940年8月20日から1942年4月14日
- ルドルフ・ペータース(Rudolf Peters)- 1942年4月15日から17日
- ヴォルフガング・ケーラー(Wolfgang Kähler)- 1942年5月から7月

| 21. Mai 1938 bis 25. November 1939 | Kapitän zur See Erich Förste                 |
| 26. November 1939 bis August 1940  | Kapitän zur See Harald Netzbandt             |
| 20. August 1940 bis 14. April 1942 | Kapitän zur See Otto Fein                    |
| 15. bis 17. April 1942             | Kapitän zur See Rudolf Peters (m.d.W.d.G.b.) |
| Mai bis Juli 1942                  | Fregattenkapitän Wolfgang Kähler             |

## 同型艦
- シャルンホルスト (戦艦)

## 同名艦
- グナイゼナウ (巡洋艦) - こちらもシャルンホルスト級の二番艦である。